# Acacia tetragonocarpa
Acacia tetragonocarpa é uma espécie de leguminosa do gênero Acacia, pertencente à família Fabaceae.